# Рощина, Аза Константиновна
Аза Константиновна Рощина  (6 июля 1930 — 14 мая 2008, Киев) — украинская пианистка и педагог, профессор Киевской консерватории.

## Биография
Аза Константиновна Рощина родилась 6 июля 1930 года. Большая часть жизни Азы Константиновны связана с Киевской консерваторией (ныне Национальная музыкальная академия Украины имени П. И. Чайковского).
В восемнадцатилетнем возрасте она стала студенткой (1948—1953), впоследствии ассистентом и аспиранткой (1953—1957) Киевской консерватории. Ученица педагогов Арнольда Янкелевича и Евгения Сливака. В последующем работала преподавателем кафедры специального фортепиано (с 1958 года), заведующей кафедрой концертмейстерства (1976—1981), доцентом (1975), профессором (1992).
В молодости много концертировала. Как пианистка, выступала в дуэте с А. А. Александровым. Играла «Фантазию» и «Карнавал» Шумана, «Картинки с выставки» Мусоргского, концерты Чайковского, Шопена. Вместе с Александром Александровым и Всеволодом Воробьевым сыграла Тройной концерт Баха  и до-минорный концерт с оркестром.
Среди учеников Азы Константиновны Рощиной: музыканты Н. В. Мальцева, Т. А. Рощина, С. В. Гримальский, Т. С. Кушниренко, А. В. Кононова, Л. Д. Аза.
Дочь Азы Константиновны — Татьяна Александровна Рощина, пианистка, искусствовед, профессор Киевской консерватории. Ее внучка — Мария Пухлянко, также пианистка, лауреат международных конкурсов.
Аза Константиновна Рощина скончалась 14 мая 2008 года в возрасте 78 лет.